# La gran serp
La gran serp (Títol original en francèsː Le serpent majuscule) és una novel·la policíaca escrita per Pierre Lemaitre l'any 1985, tot i que no va ser publicada fins al 2021. Segons paraules del mateix autor al pròleg, "va entrar en un calaix per no sortir-ne mai més".
Mai va enviar-la a cap editor. Tanmateix, degut a la insistència d'alguns fidels lectors en que tornés a escriure una nova novel·la policíaca i les seves poques ganes de fer-ho, va pensar en aquesta seva primera novel·la. Així, tal com ell diu, "la meva última novel·la negra [és], precisament... la primera que vaig escriure".

## Argument
L'any 1985, un diumenge de maig, la Mathilde torna a Paris després d'haver passat el cap de setmana a Normandia visitant la seva filla. Ja arribant, troba una gran retenció a l'autopista que la fa posar nerviosa, doncs té por de fer tard. Tanmateix, a dos quarts de deu de la nit, aparca el seu cotxe en una avinguda poc transitada a aquelles hores, just al moment en qué un home s'apropa passejant el seu gos. Quan són al costat d'ella, la Mathilde treu una pistola amb silenciador i li engega dos trets a l'home. Seguidament, mata també al gos, puja al cotxe i marxa cap a casa.

## Personatges

### Mathilde Perrin
Vídua de 63 anys, viu amb el Ludo, un gos dàlmata, en una casa de camp a Trévières, als afores de Paris. Odia al seu veí, el senyor Lepoitevin. De jove, durant la guerra, la Mathilde formà part d'un grup de la resistència. Les seves accions eren efectives i contundents, amb un alt grau de crueltat. Ja acabada la guerra es va casar amb un metge, el doctor Raymond Perrin i en van tenir una filla. Després d'enviduar, el seu amic i antic cap de la resistència, l'Henri, la reclutà com a sic'aria per a una organització criminal.

### Henri Latournelle
Té setanta anys i viu sol a la seva mansió familiar, prop de Tolosa. Durant la guerra, va dirigir una xarxa de la resistència, on va conéixer la Mathilde. Sempre la va admirar i fins i tot es va enamorar. Un amor que va perdurar amb els anys. Ell és qui la va reclutar com a sicària, el seu únic contacte amb l'organització i qui li encarrega les missions.

### René Vassiliev
És inspector de policia a Paris. Té 35 anys i 1'93 m. d'estatura. Mai va conéixer al seu pare, un taxista rus que va morir ofegat al Sena en una nit de borratxera. René va estudiar a la Facultat de Dret i a la Escola Nacional de Policia. El seu cap al Departament, el comissari Occhipinti, li té certa mania i li encomana els casos més desagradables.

### Senyor De la Hosseray
És un ancià de vuitanta-set anys, amb molt poca mobilitat i que a vegades repapieja. Ric i sense família, viu a casa seva a Paris sempre cuidat per infermeres. Va treballar com a prefecte de departament i a un ministeri. És de aquesta època que va conéixer al pare d'en Vassiliev, qui li feia de xofer. A la mort d'aquest, es va fer càrrec de pagar-li els estudis al petit. En René li visita de tant en tant, tot i que per ell és com un calvari. Li fa angúnia veure'l envellir.

### Tevy Tan
És una jove infermera cambodjana qui treballa cuidant a De la Hosseray, el Senyor com li anomenen ella i en René. Quan aquest ve a veure al seu benefactor, ellasempre li invita a quedar-se a sopar i xerrar una mica. S'avenen molt tots dos i és per això que ara en René freqüenta més les visites.